# La guerra del mañana
La guerra del mañana (en inglés: The Tomorrow War) es una película estadounidense de ciencia ficción militar y acción dirigida por Chris McKay y producida por David Ellison, Dana Goldberg, Don Granger, David S. Goyer, Jules Daly y Adam Kolbrenner a partir de un guion escrito por Zach Dean y Bill Dubuque. El film cuenta con un reparto coral integrado por Chris Pratt, Yvonne Strahovski, J. K. Simmons, Betty Gilpin, Sam Richardson, Theo Von, Keith Powers, Spoon Mitchell y Jasmine Mathews, con Pratt siendo productor ejecutivo de la película en su debut como productor.
La película, que está ambientada en un futuro próximo, se centra en la guerra de la humanidad contra las fuerzas alienígenas que invadieron la tierra, con la esperanza de ganarla mediante el uso de científicos.
Tuvo programado su estreno para el 25 de diciembre de 2020 por Paramount Pictures, pero fue pospuesto para el 2 de julio de 2021 debido a la pandemia de COVID-19.

## Argumento
En diciembre de 2022, el profesor de biología y ex Boina Verde, Dan Forester (Chris Pratt), no logra conseguir un trabajo en un prestigioso centro de investigación. Mientras ve el Mundial de Catar 2022 en una fiesta de Navidad, llegan soldados del año 2051 para advertir que la humanidad está al borde de la extinción debido a unos invasores alienígenas: los Whitespikes (Púas Blancas en español). En respuesta, los miembros de las fuerzas armadas del mundo son enviados al futuro, pero menos del 20% logran sobrevivir, lo que provocó un reclutamiento mundial.
Después de un año de reclutamiento y un creciente movimiento contra la guerra, hay pocas esperanzas de que la humanidad sobreviva. Dan recibe un aviso de que ha sido reclutado e instruye a otros reclutas la formación básica militar. A Dan también se le inyecta un brazalete con sus signos vitales, su ubicación y el tiempo que le queda antes de volver al pasado desde el 2051. La esposa de Dan, Emmy Forester (Betty Gilpin), le pide que se quite el brazalete con la ayuda de su padre James Forester (J. K. Simmons), pero Dan se enfurece con este (por su mala reputación en su vida militar, lo que le obligó a su retiro por cobardía) y no se lo quita. Al día siguiente, en el día del reclutamiento, Dan deduce con su compañero de reclutamiento Charlie (Sam Richardson) que para evitar una paradoja, los reclutados ya han muerto antes de que comience la guerra.
Los reclutas son enviados a tiempo a Miami Beach en el futuro, pero pocos sobreviven, ya que fueron arrojados a la ubicación incorrecta sobre la ciudad. El coronel Forester ordena a los reclutas que rescaten al personal del laboratorio cercano antes de esterilizar el área. Los reclutas descubren al personal del laboratorio muerto, pero recuperan su investigación. Dan se comunica por radio para informar sobre la situación y se le indica que debe escapar del área. Muchos de los reclutas mueren y solo unos pocos logran ponerse a salvo.
Los sobrevivientes se despiertan en un campamento militar en Puerto Plata, República Dominicana. Se le pide a Dan que se presente ante la coronel Forester, que es su hija mayor, Muri (Yvonne Strahovski). Ella le pide que la acompañe en una misión para capturar una Whitespike hembra, que son más raras que los machos que suelen encontrar. Enjaulan a la hembra, solo para que cientos de machos desciendan a su posición. Cuando el helicóptero con la hembra enjaulada despega, Dan y Muri escapan a una playa y ahí, Muri le reprocha a Dan por su intervención, ya que lo que hizo en el pasado Dan y su esposa Emmy se divorciaron después de que los abandonara cuando Muri tenía 12 años y cuando Muri cumplió los 16 años, Dan murió por un accidente automovilístico, ya que nunca volvió por ellos. Dan y Muri se comunican por radio para ser rescatados y son transportados al Jumplink, ubicado en una plataforma petrolera fortificada en medio del océano.
Dan y su hija trabajan en una toxina que puede matar a la hembra capturada. Cuando terminan de elaborar la toxina para matar a los Whitespikes, estos comienzan a traspasar y atacar la base (justo después de que la hembra se recuperara de los efectos del sedante). En el intento de escape al Jumplink, Muri se queda malherida en el acto y empieza a morir tras las secuelas de sus heridas. Muri le pide a Dan que se lleve la toxina al pasado y le agradece de verlo una vez más en el futuro, justo antes de ser devorada por los Whitespikes. Dan logra volver al pasado con la toxina para producirla en masa e intenta dar la toxina a los militares para que pueda ser enviada de regreso al futuro, pero se entera de que el Jumplink está desconectado, después de haber sido destruido por los Whitespikes.
Haciendo una lluvia de ideas con su esposa, deduce que los Whitespikes no llegaron durante el año 2048, sino mucho antes. Cuando Dan y Dorian investigan la garra de uno de los Whitespikes junto con Charlie en la sede de Wallace Technologies, descubren que tienen fragmentos de ceniza volcánica, prodecentes del volcán Changbai en la frontera entre China y Corea del Norte que aterrizaron en Rusia, debido a la "erupción del milenio" en el año 946 d. C., según lo comenta el alumno escolar de Dan, Martin. Investigaciones posteriores lo llevan a teorizar que los Whitespikes ya están en la Tierra y que el calentamiento global provocó su liberación cuando se descongelaron y emergieron de debajo de los casquetes polares. Le pide ayuda a su padre que los acompañe a Rusia para poder detener la guerra futura.
Dan lidera una misión al norte de Rusia para probar su teoría y encuentra una nave alienígena en una capa de hielo. El equipo debate para contarle al mundo sobre el problema, pero decide poner fin a la amenaza en ese mismo momento. Una vez dentro, se dan cuenta de que la nave alienígena no es en realidad una nave Whitespikes, y que los Whitespikes eran un cargamento para la tripulación alienígena fallecida. Todos proceden a inyectar la toxina a los Whitespikes inactivos y esto mata a los inyectados, pero despierta a todos los Whitespikes restantes. El equipo decide detonar manualmente con éxito la nave alienígena una vez que se dan cuenta de que es el único método de contención, pero la hembra logra escapar. Dan y su padre rastrean a la hembra y logran matarla en una frenética batalla a muerte, evitando que ocurra la guerra futura.
La paz llega a toda la Tierra y Dan se reúne nuevamente con su hija y le presenta a su padre como su propio abuelo.

## Reparto
- Chris Pratt como James "Dan" Forester Jr.
- Yvonne Strahovski como la Coronel Muri Forester (30 años en el futuro).
  - Ryan Kiera Armstrong como Muri Forester (niña).
- J. K. Simmons como James Forester.
- Betty Gilpin como Emmy Forester.
- Sam Richardson como Charlie.
- Theo Von
- Jasmine Mathews como la Teniente Hart.
- Keith Powers como Mayor Greenwood.
- Mary Lynn Rajskub como Norah.
- Edwin Hodge como Dorian.
- Seychelle Gabriel como la Sargento Díaz.
- Alan Trong como el Teniente Tran.
- Chibuikem Uche como la Teniente Ikemba.
- Alexis Louder como Diablo.
- Mike Mitchell como Robert Cowan.

## Producción
En febrero de 2019 se anunció que Chris Pratt estaba en negociaciones para protagonizar una película dirigida por Chris McKay. En julio de 2019 Yvonne Strahovski fue incluida al reparto. J. K. Simmons, Betty Gilpin, Sam Richardson, Theo Von, Jasmine Mathews y Keith Powers se unieron al elenco en agosto.

### Rodaje
El rodaje comenzó el 1 de septiembre de 2019, en los Pinewood Atlanta Studios de Atlanta e Islandia como lugares de rodaje.

## Estreno
Estuvo programado para ser lanzado el 25 de diciembre de 2020 por Paramount Pictures, pero fue pospuesto para el 2 de julio de 2021 debido a la pandemia de coronavirus. La película se estrenó a través de Amazon Prime Video.

## Recepción
The Tomorrow War recibió reseñas generalmente mixtas a positivas de parte de la crítica y la audiencia. En el sitio web especializado Rotten Tomatoes, la película posee una aprobación de 52%, basada en 207 reseñas, con una calificación de 5.7/10, y con un consenso crítico que dice: "Chris Pratt ancla hábilmente esta aventura de ciencia ficción, incluso si The Tomorrow War no perdura en la memoria mucho más tiempo que hoy." De parte de la audiencia tiene una aprobación de 76%, basada en más de 5000 votos, con una calificación de 3.9/5.
El sitio web Metacritic le dio a la película una puntuación de 45 de 100, basada en 35 reseñas, indicando "reseñas mixtas o promedio". En el sitio IMDb los usuarios le asignaron una calificación de 6.5/10, sobre la base de 205 737 votos, mientras que en la página web FilmAffinity la cinta tiene una calificación de 5.4/10, basada en 11 938 votos.